# Carlos Cardús

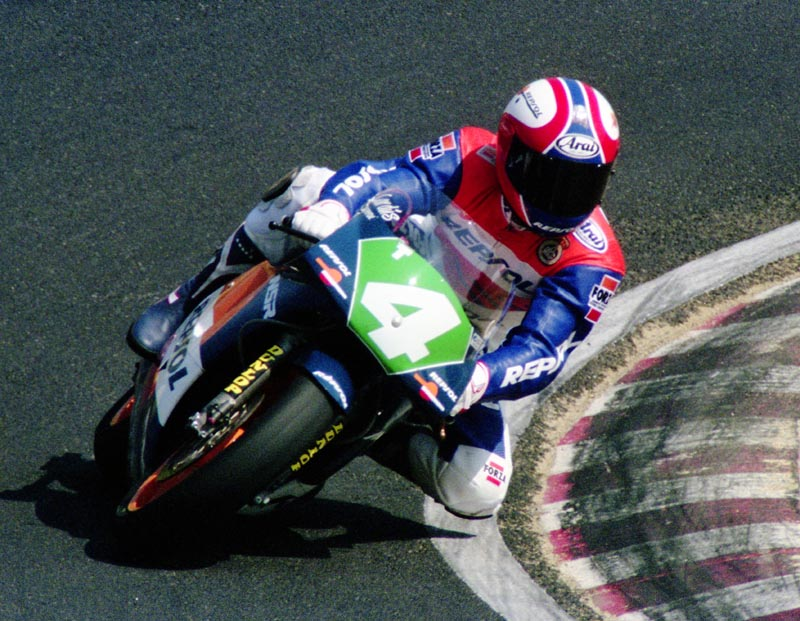
Carlos Cardus, Japans GP 1990

Carlos Cardús, född den 29 september 1959 i Barcelona är en spansk roadracingförare som var aktiv under 1980- och 1990-talen.

## Roadracingkarriär
Cardús körde främst i 250GP, men gjorde även en säsong i Superbike mot slutet av karriären. Han vann fem deltävlingar under 250-karriären, och blev som bäst tvåa; VM 1990.

## Segrar 250GP
| Nr | Grand Prix      | År   |
| -- | --------------- | ---- |
| 1  | Frankrike       | 1989 |
| 2  | Jugoslavien     | 1990 |
| 3  | Frankrike       | 1990 |
| 4  | Sverige         | 1990 |
| 5  | Tjeckoslovakien | 1990 |